# 宵城县
宵城县，又作霄城縣，中国古县名。
前身為漢朝竟陵縣，西晉末年自竟陵郡竟陵縣分出宵城縣。南朝梁末年裁撤竟陵縣，併入宵城縣，竟陵郡治改為宵城縣，治所在今湖北省天门市东北。北周再改稱竟陵縣。